# Hansford megye
Hansford megye az Amerikai Egyesült Államokban, azon belül Texas államban található. Megyeszékhelye és legnagyobb városa Spearman. Lakosainak száma 5285 fő (2020. április 1.). Hansford megye Texas, Ochiltree, Roberts, Hutchinson, Sherman és Moore megyékkel határos.

## Népesség
A megye népességének változása:
| Lakosok száma | 5606 | 5592 | 5522 | 5555 | 5610 | 5285 |
|               | 2010 | 2011 | 2012 | 2013 | 2015 | 2020 |